# Bobby Donaldson
Robert Stanley 'Bobby' Donaldson (Boston, 29 november 1922 - 2 juli 1971) was een Amerikaanse drummer.

## Carrière
Bobby Donaldson speelde aan het begin van de jaren 1940 vooreerst in plaatselijke bands. Tijdens zijn militaire diensttijd speelde hij met Russell Procope. In 1946/1947 werkte hij bij Cat Anderson en ging met hem op tournee. Daarna werkte hij in de bands van Edmond Hall, Andy Kirk, Lucky Millinder, Buck Clayton, Red Norvo en Sy Oliver/Louis Armstrong. Donaldson telde tijdens de jaren 1950 en 1960 als markante sessiemuzikant en was betrokken bij talrijke plaatproducties, onder andere bij Helen Merrill, Ruby Braff, Mel Powell, Benny Goodman, Count Basie, Bobby Jaspar, Herbie Mann, Andre Hodeir, Kenny Burrell, Lonnie Johnson, Frank Wess, Willis Jackson en Johnny Hodges. Hij nam ook albums op onder zijn eigen naam, zoals Dixieland Jazz Party (1958) voor Savoy Records, waaraan Rex Stewart, Vic Dickenson, Buster Bailey, Seldon Powell, Al Lucas en Bucky Pizzarelli meewerkten.

## Overlijden
Bobby Donaldson overleed in juli 1971 op 48-jarige leeftijd.
- Bibliothèque nationale de France: cb13893352m (data)
- Gemeinsame Normdatei: 134360907
- International Standard Name Identifier: 0000 0000 5514 7748
- Library of Congress Control Number: n95060457
- MusicBrainz: 1c4154bd-e174-40da-9253-55b918fc6728
- Istituto Centrale per il Catalogo Unico: DDSV061831
- SNAC: w6p417hd
- Système universitaire de documentation: 159682509
- Virtual International Authority File: 61731564
- WorldCat: E39PBJqVRKwrTwjpP6bTqcXcfq